# 廷泰蓬庫區
廷泰蓬庫區（西班牙語：Distrito de Tintay Puncu），是秘魯的一個區，位於該國中南部萬卡韋利卡大區的塔亞卡哈省，始建於1984年10月3日，面積460.32平方公里，海拔高度2,350米，2005年人口3,944，人口密度每平方公里8.6人。